# 삽질, 텍사스
"삽질, 텍사스"(Shoveling, TEXAS)는 한국에서 제작된 성시흡 감독의 2008년 코미디, 판타지 영화이다. 안치욱 등이 주연으로 출연하였다.

## 출연

### 주연
- 안치욱
- 홍기욱

## 기타
- 프로듀서: 최문수
- 프로듀서: 박재연
- 조명: 최재용
- 녹음: 송인태
- 믹싱: 송인태
- 미술: 김계영
- CG: 심이나